# Boa Esperança (kommun i Brasilien, Paraná)
Boa Esperança är en kommun i Brasilien.   Den ligger i delstaten Paraná, i den södra delen av landet, 1 100 km sydväst om huvudstaden Brasília. Antalet invånare är 4 568.
Trakten runt Boa Esperança består till största delen av jordbruksmark. Runt Boa Esperança är det glesbefolkat, med 16 invånare per kvadratkilometer.